# Nabor Ojeda Caballero
Nabor Adalberto Ojeda Caballero (Ometepec, Guerrero, México 6 de junio de 1892 - 22 de diciembre de 1971) fue un agrarista, militar, revolucionario y político mexicano, que fue Diputado Local, Diputado Federal y Senador de la República.

## Familia
Hijo de Francisco Ojeda Añorve y de Longina Caballero Rubio.
Contrajo matrimonio con la maestra normalista Alicia Delgado Chávez, teniendo descendencia, sus hijos son:
- Adalberto Salvador Ojeda Delgado
- Armando Sergio Ojeda Delgado
- Gustavo Nabor Ojeda Delgado
- Rene Andres Francisco Ojeda Delgado
- Jose Luis Ojeda Delgado

## Estudios
Realizó sus estudios básicos en el Colegio del Espíritu Santo en Ciudad de Oaxaca, Oaxaca y sus estudios de preparatoria y leyes en el Instituto de Ciencias y Artes de Oaxaca, de Oaxaca de Juárez sin haberse graduado.

## Vida militar
Ingresa al movimiento revolucionario apoyando a Francisco I. Madero en febrero de 1911, obtiene el rango de Capitán desde febrero de 1911, participa en 44 batallas al terminar la Revolución Mexicana, al retirarse llegó a obtener el grado de General de Brigada.

## Partido Agrarista
Se integra durante 1923 a 1928 a los principios de la Liga Nacional Agrarista abanderados por el Partido Agrarista Mexicano cuya membresía se extendió a todo el país con uniones que contaban entre sus principales dirigentes a Enrique Flores Magón, Graciano Sánchez, León García, Javier Rojo Gómez y Wenceslao Labra García. Durante los años que siguieron a la Revolución Mexicana este grupo influyó en la formación de los Partido Socialista de Yucatán, Guerrero y y del Estado deTamaulipas que en 1928 se integran al Partido Nacional Revolucionario que forma el general Plutarco Elías Calles siendo Presidente de la República, en su propuesta hecha en su IV informe de labores, en 1928.
Participa en la constitución de la Confederación Campesina Mexicana en San Luis Potosí en 1933, siendo electo Secretario de Conflictos en el Comité Ejecutivo Nacional que encabezó Enrique Flores Magón como Secretario General.

## Actividades políticas
- Director de la Zonas Indígenas del Valle de México.(1935)
- Secretario de Conflictos de la Confederación Campesina Mexicana (CNC) (1933-1935)
- Se integró a la causa del agrarista veracruzano Úrsulo Galván Reyes que culmina con la formación de la Liga de Comunidades Agrarias (LCA).

. Funda con el coronel Feliciano Radilla la Liga de Resistencia Obrero Campesina de Guerrero y es electo su Secretario General en 1931
- Es su primer Secretario General y fundador de la Liga de Comunidades Agrarias y Sindicatos Campesinos del Estado de Guerrero en 1932.
- Director de la organización ejidataria en Oaxaca.
- Como procurador agrario en Morelos repartió las tierras de Anenecuilco, Morelos, afectando la hacienda de El Hospital, propiedad del yerno del General Porfirio Díaz.
- Promovió expropiaciones agrarias como la de la Comunidad Indígena de Santiago Tlacotepec en Guerrero a cuyos 52 pueblos se le distribuyeron 56 mil hectáreas, entre otras acciones también gestionó la entrega de más de 300 ejidos en la Costa Chica de (Guerrero) que afectaron la hacienda del estadounidense Carlos A. Miller

## Cargos públicos
- Diputado Local por Iguala al Congreso de Guerrero (1931-1933).
- Diputado Federal por Ometepec del Guerrero, Distrito V (1937-1940)
- Senador de la República por el Estado de Estado de Guerrero (1940-1946) donde fungió como: Presidente de la Comisión de Asuntos Indígenas, Secretario de la Comisión de Asuntos Agrarios, Secretario de la Comisión de Defensa Nacional e Integrante de la Gran Comisión.

. Entre sus propuestas de iniciativa como Legislador estuvo la de colocar con letras de oro en el antiguo recinto de Donceles de la Cámara de Diputados, el nombre de nuestras principales heroínas: Josefa Ortiz de Domínguez y Leona Vicario. Con esa iniciativa no sólo sumó el respaldo de millones de féminas sino contribuyó al ejercicio pleno de su voto formalizado en 1954 por el presidente Adolfo Ruiz Cortines.
. Como Diputado Federal fue promotor permanente de la legislación agraria, así como de leyes que otorgaron beneficios a los Indígenas y a los veteranos de la Revolución Mexicana.